# Carlos (zanger)

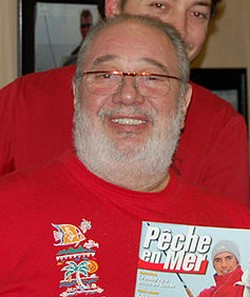
Carlos.

Carlos, geboren als Yvan-Chrysostome Dolto (Parijs, 20 februari 1943 – Clichy, 17 januari 2008), was een Franse noveltyzanger. Hij is vooral bekend van de hit Big bisou (dikke zoen of dikke pakkerd) uit 1977.

## Biografie
Yvan-Chrysostome Dolto was het oudste kind van twee bekende medici. Zijn vader was de uit de Sovjet-Unie geëmigreerde fysiotherapeut Boris Dolto en zijn moeder de bekende kinderarts en -psychoanaliste Françoise Dolto. Tevens was hij het neefje van Jacques Marette, die van 1962 tot 1967 Frans minister van post en telecommunicatie was in het eerste, tweede en derde kabinet-Pompidou. Hij groeide op en had een gelukkige jeugd in Parijs.
In 1958 bedachten Dolto en een paar vrienden bijnamen voor zichzelf. Hij noemde zichzelf Carlos, naar de Cubaanse congaspeler Carlos Valdes, beter bekend als Patato. In deze periode raakte hij ook bevriend met zanger Johnny Hallyday. Via hem ontmoette hij zangeres Sylvie Vartan, die in 1965 met Hallyday trouwde. Carlos werd haar assistent en ze werkten van 1962 tot 1972 samen. In 1961 studeerde Carlos af als fysiotherapeut aan l'EFOM Boris Dolto, de school die naar zijn vader is vernoemd.
Sylvie Vartan vroeg Carlos in 1967 de mannelijke stem te verzorgen op haar single 2'35 de bonheur. Hierna ging hij vaker duetten met haar zingen. Toen ze samen voor een optreden van Vartan in Teheran waren, ontdekten ze de Israëlische zanger Mike Brant, die ze uitnodigden om naar Frankrijk te komen. Vanaf 1969 heeft Brant vanuit Frankrijk een internationale carrière weten op te bouwen. Datzelfde jaar bracht Carlos ook zijn eerste solosingle uit, getiteld La vie est belle. Zijn humoristische repertoire viel in de smaak en zijn tweede single Y'a des Indiens partout bereikte goud in zijn eigen land. Sindsdien heeft Carlos zijn baard laten staan, die na 1970 onlosmakelijk met zijn uiterlijk verbonden is gebleven.

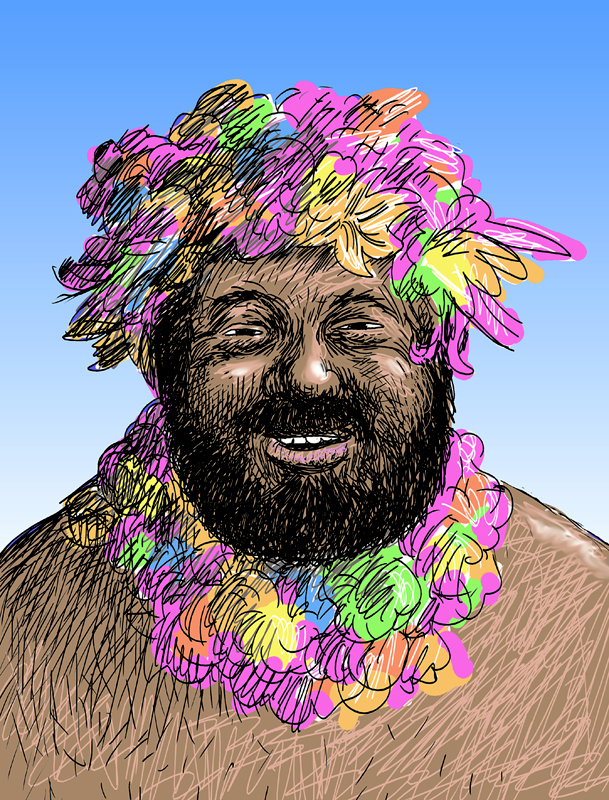
Portret van Carlos uit 2005

In de jaren 70 nam hij een groot aantal humoristische liedjes op waarvan Y'a des Indiens partout (1970), La cantine (1972), Concotte en papier (1973), Señor Météo (1974) en Big bisou (1977) de bekendste werden. Big bisou, dat net als meer van zijn liedjes geschreven was door Joe Dassin, wist in de zomer van 1977 zelfs een top 10-hit te worden in Vlaanderen en Nederland. De opvolger daarvan, Cha cha chaud, was een Franse versie van het van origine Spaanse Cuentame. Het nummer verscheen echter tegelijkertijd met de Spaanse versie ervan door de groep The Manhattan Transfer, die er als enige de hitparade mee wist te bereiken. Carlos bleef in de Tipparade steken. Een jaar later trouwde hij met zijn vriendin Michèle.
In de jaren '80 werd Carlos het gezicht van Oasis, een Frans merk vruchtensap (met dank aan het herstel Rosalie, een cover van George Plonquitte zanger Guadeloupe Typical Combo), en Mirapolis, een pretpark dat slechts vier jaar geopend is geweest. Voor Mirapolis bracht hij in 1988 de single Gargantua uit (Gargantua was de naam van een reus uit een Frans sprookje en de grootste attractie in Mirapolis). Hij bracht vanaf 1980 ook repertoire voor kinderen uit. Het album Tous les enfants vont chanter uit 1980 en de singles Le tirelipimpon en Les Biliboules (over de tekenfilmfiguren Touni et Litelle uit de gelijknamige kinderserie) uit 1989 zijn daar voorbeelden van. Daarnaast zong hij in 1985 T'as l'bonjour d'Albert, de herkenningstune van de Franse versie van Fat Albert and the Cosby Kids.
Vanaf de jaren '90 is Carlos ook gaan acteren en in 1992 kreeg hij zelfs zijn eigen tekenfilmserie Les aventures de Carlos. Deze kinderserie werd geproduceerd door Haim Saban en werd in de Engelstalige wereld vertoond onder de titel Around the world in eighty dreams. In de Franse versie sprak Carlos zijn eigen stem in. Als acteur speelde hij de hoofdrol in de achtdelige televisieserie Le JAP, juge d'application des peines, die tussen 1992 en 1996 in Frankrijk werd uitgezonden. Ten slotte presenteerde hij van 2000 tot 2007 de serie reisdocumentaires Le gros homme et la mer. 
Zo reisde hij in de laatste jaren van zijn leven onder andere naar Senegal, Réunion, Mauritius, Tahiti, Mexico en Kaapverdië.
Carlos overleed op 64-jarige leeftijd in een ziekenhuis in Clichy aan kanker.

## Discografie

### Singles
| Single met eventuele hitnotering(en) in de Nederlandse Top 40 | Datum van verschijnen | Datum van binnenkomst | Hoogste positie | Aantal weken | Opmerkingen                  |
| ------------------------------------------------------------- | --------------------- | --------------------- | --------------- | ------------ | ---------------------------- |
| Big bisou                                                     |                       | 23-7-1977             | 9               | 7            | #9 in de Nationale Hitparade |
| Cuentame / Cha cha chaud                                      |                       | 20-8-1977             | tip             |              |                              |

| Single met hitnotering(en) in de Vlaamse Ultratop 50 | Datum van verschijnen | Datum van binnenkomst | Hoogste positie | Aantal weken | Opmerkingen      |
| ---------------------------------------------------- | --------------------- | --------------------- | --------------- | ------------ | ---------------- |
| Big bisou                                            |                       | 1977                  | 4               |              | in de BRT Top 30 |